# 箟峯寺
箟峯寺（こんぽうじ）は宮城県遠田郡涌谷町にある天台宗の寺院である。

## 概要
山号は無夷山（むいさん）。本尊は十一面観世音菩薩。別称は箟岳観音（ののだけかんのん）。箟岳山の山頂にあり、奥州三十三観音の第九番札所に数えられている。大同2年（807年）に坂上田村麻呂の創建と伝えられ、当初霧岳山正福寺と称していたが、嘉祥2年（849年）に円仁が中興し、無夷山箟峯寺と改称した。奥州七観音の１つにも数えられた。

## 歴史
- 807年（大同2年） - 京都清水寺より十一面観世音菩薩を御本尊として勧請（かんじょう）した。
- 1851年（嘉永4年） - 火災によって消失していた観音堂を再建[1]。
- 2008年（平成20年） - 33年に1度の御本尊の御開帳が行われた。

## 観音堂
江戸時代に建てられた仏堂としては県下最大規模である実長14.9メートルの方形平面に宝形造の屋根を架し、前面三間に唐破風向拝が付く。内部は、内陣の周囲に外陣を配し、内陣奥には宮殿型厨子が置かれる。建築年は1851年。2019年（平成31年）宮城県から有形文化財に指定された。